# Laurent van der Meulen
Laurens van der Meulen, également Laureys ou Laurent van der Meulen, connu en Angleterre sous le nom de Laurence Vander Meulen (Malines, 1643 - Malines 1719), est un sculpteur, peintre et encadreur flamand qui, après une formation dans sa ville natale de Malines, travaille pendant un certain temps en Angleterre. Là, il est surtout connu pour la statue du roi Jacques II à Trafalgar Square créée en collaboration avec le sculpteur flamand Pierre van Dievoet alors qu'ils travaillent ensemble dans l'atelier de Grinling Gibbons. Il est également connu pour ses sculptures sur bois de cadres et de médaillons.

## Biographie
Il commença sa formation dans sa ville natale qui avait une riche école de sculpture et après avoir commencé l'étude de la peinture, il fut attiré par cet art et alla se former à vingt ans, c'est-à-dire assez tardivement pour un apprenti, dans l’atelier du sculpteur malinois Pieter van der Stock. Il n'y resta pas longtemps, et avant d’avoir atteint la maîtrise, qu'il accomplira après son retour à Malines, il s’en alla en Angleterre en 1675 où, à la suite de l'incendie de Londres et de sa reconstruction, il y avait une forte demande dans les métiers d'art.

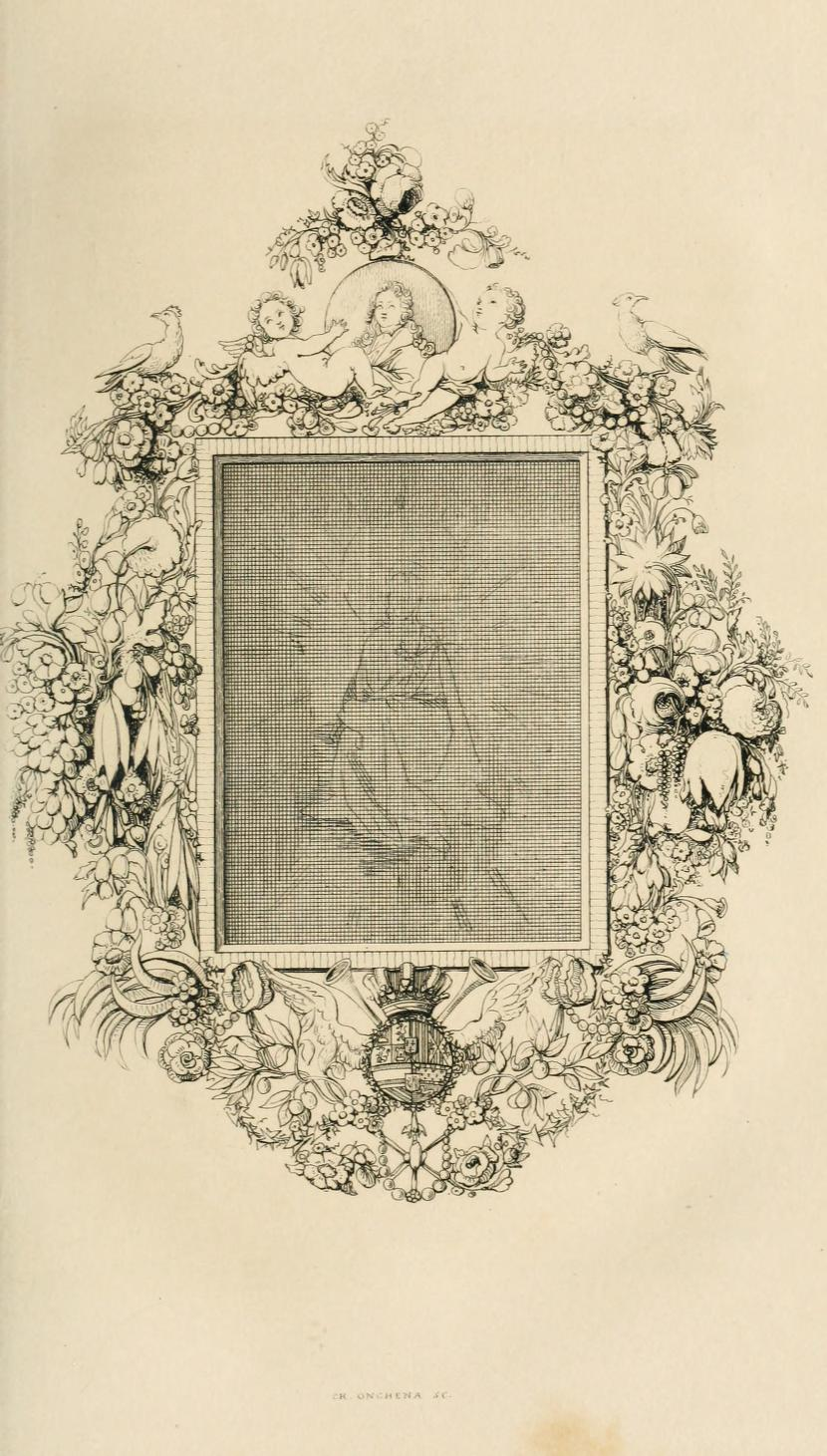
Gravure du Cadre de miroir avec le portrait de Philippe V d'Espagne

Il alla ainsi rejoindre l’importante colonie d'artistes flamands, peintres, sculpteurs, tapissiers, etc. qui y était active.  C’est ainsi qu’on le retrouve à Londres à côté d'autres compatriotes, comme Arnold Quellin, le fils d’Artus Quellin, John Nost, également malinois, Antoon Verhuke et Pierre Van Dievoet, dans l'atelier de Grinling Gibbons un sculpteur virtuose dans la fine ciselure de motifs floraux.
Van der Meulen revint en 1687 dans sa ville natale et fut admis comme maître sculpteur de la Guilde de Saint-Luc de Malines en 1689. Il se maria alors avec Cornélie-Thérèse de Croes, belle-sœur du sculpteur Jean-Luc Fayd'herbe, fils du grand sculpteur Luc Fayd'herbe, il entrait ici de plain-pied dans le milieu artistique le plus influent des Pays-Bas méridionaux.

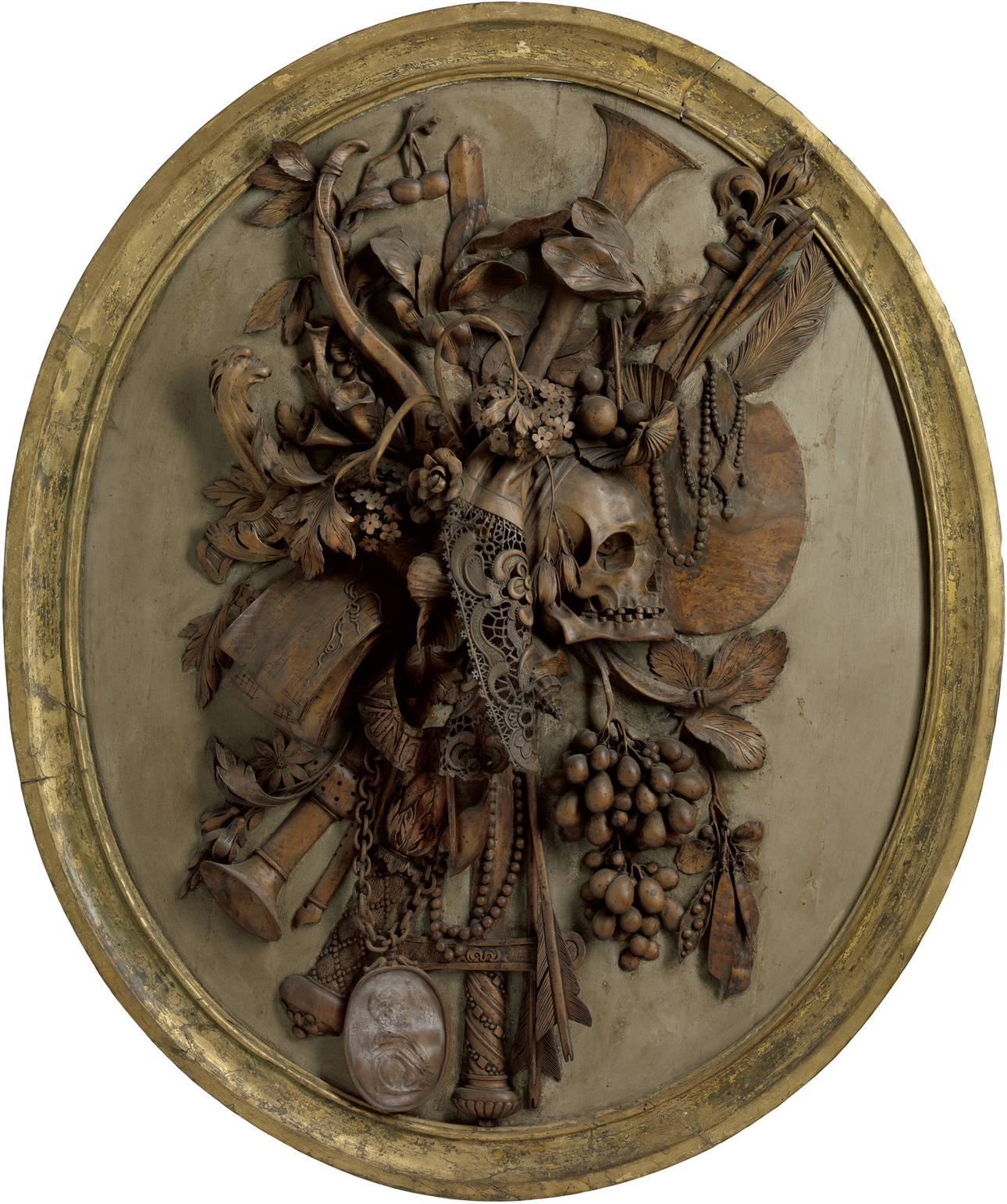
Médaillon aux motifs de vanité

Il commença ainsi une carrière féconde de sculpteur ornemaniste, décorant de nombreuses églises et demeures de ses ornements composés de guirlandes fleuries au ciseau fouillé et à la ciselure minutieuse d’orfèvre du bois. À côté de cela on cite aussi de lui des statues religieuses, des vierges, et quelques bustes.  Il devait jouir d'une assez bonne réputation puisque Philippe V, le roi d'Espagne, lui aurait commandé un cadre de miroir représentant l'union de l'Espagne et de la France. Cette œuvre n'est finalement pas livrée au roi, car les Pays-Bas méridionaux passent du contrôle espagnol au contrôle autrichien à la suite de la guerre de Succession d'Espagne.
Malgré l'abondance de son œuvre celle-ci est devenue fort rare et dispersée, ce qui en rend l'étude difficile.